# Oribatula
Oribatula är ett släkte av kvalster som beskrevs av Berlese 1896. Oribatula ingår i familjen Oribatulidae.

## Dottertaxa tillOribatula, i alfabetisk ordning[1][2]
- Oribatula acuminata
- Oribatula agaveae
- Oribatula andrianovae
- Oribatula angustolamellata
- Oribatula arboricola
- Oribatula arcuata
- Oribatula arcuatissima
- Oribatula baloghi
- Oribatula beccus
- Oribatula beloniensis
- Oribatula bizygata
- Oribatula bonairensis
- Oribatula brevisetosa
- Oribatula capitata
- Oribatula clavata
- Oribatula cognata
- Oribatula commutata
- Oribatula concolor
- Oribatula connexa
- Oribatula contracta
- Oribatula cyclosporosa
- Oribatula dactylaris
- Oribatula debilitranslamellata
- Oribatula dentata
- Oribatula divida
- Oribatula egelida
- Oribatula elegantissima
- Oribatula endroedyi
- Oribatula eucalla
- Oribatula exarata
- Oribatula excavata
- Oribatula exilis
- Oribatula exsudans
- Oribatula floridana
- Oribatula fraenzlei
- Oribatula frisiae
- Oribatula fusca
- Oribatula galula
- Oribatula glabra
- Oribatula globosa
- Oribatula gracilata
- Oribatula grandjeani
- Oribatula granulata
- Oribatula gratiosa
- Oribatula guadarramica
- Oribatula hailongensis
- Oribatula hessei
- Oribatula heterochaeta
- Oribatula hispanica
- Oribatula incerta
- Oribatula incompleta
- Oribatula incrustata
- Oribatula intermedia
- Oribatula interrupta
- Oribatula kelbadjarica
- Oribatula keralensis
- Oribatula knighti
- Oribatula koki
- Oribatula lanceolata
- Oribatula lata
- Oribatula latirostris
- Oribatula lenticulata
- Oribatula levigata
- Oribatula lineaporosa
- Oribatula lineata
- Oribatula longicuspis
- Oribatula longilamellata
- Oribatula longilinea
- Oribatula longisensilla
- Oribatula longiseta
- Oribatula mabar
- Oribatula macrostega
- Oribatula mariehammerae
- Oribatula marina
- Oribatula megaforamina
- Oribatula meruensis
- Oribatula mesosetosa
- Oribatula microporosa
- Oribatula monozygata
- Oribatula nativa
- Oribatula nayoroensis
- Oribatula neonominata
- Oribatula niliaca
- Oribatula novazealandica
- Oribatula obsessa
- Oribatula oceana
- Oribatula pannonica
- Oribatula parisi
- Oribatula pennata
- Oribatula pisacensis
- Oribatula praeoccupata
- Oribatula prodorsissima
- Oribatula prominens
- Oribatula quadrisetosa
- Oribatula repetita
- Oribatula robusta
- Oribatula rotundata
- Oribatula ruchljadevi
- Oribatula runcinata
- Oribatula sabulosa
- Oribatula sakamorii
- Oribatula salijanica
- Oribatula salina
- Oribatula sayedi
- Oribatula schauenbergi
- Oribatula sculpturata
- Oribatula setosa
- Oribatula skrjabini
- Oribatula smirnovi
- Oribatula socotrensis
- Oribatula spherisensilla
- Oribatula subantarctica
- Oribatula talis
- Oribatula tameyei
- Oribatula tenuiseta
- Oribatula thalassophila
- Oribatula tibialis
- Oribatula torrijosi
- Oribatula tortilis
- Oribatula transitans
- Oribatula translineata
- Oribatula trigonella
- Oribatula trirostrata
- Oribatula tritici
- Oribatula truncata
- Oribatula undulata
- Oribatula unica
- Oribatula vanharteni
- Oribatula variabilis
- Oribatula variaporosa
- Oribatula vegeta
- Oribatula vera
- Oribatula vulgaris
- Oribatula zhangi
- Oribatula zicsii